# 韋爾德縣 (科羅拉多州)
韋爾德县（英語：Weld County）是美国科羅拉多州北部的一個縣，北鄰內布拉斯加州和懷俄明州。面積8,443平方公里。根據美國2000年人口普查，共有人口180,936人，2005年人口為228,943人。縣治格里利（Greeley）。該縣成立於1861年11月1日，是該州最早成立的十七個縣之一，縣名紀念科羅拉多領地首任州務卿劉易斯·韋爾德（Lewis Weld）。